# Grand Prix Formule 1 van Korea 2011

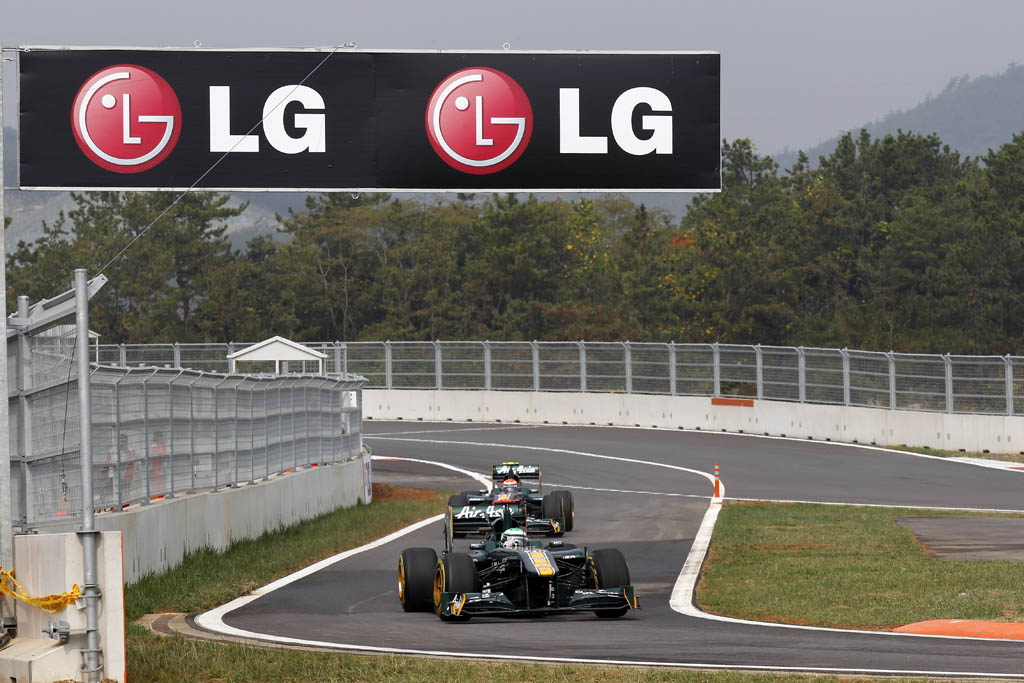
Heikki Kovalainen en Jarno Trulli gebroederlijk bij de ingang van de pitstraat. De beide ex-GP winnaars zijn in hun langzame Lotus-Renault 'veroordeeld' tot gevechten in de achterhoede.

De Grand Prix Formule 1 van Korea 2011 werd gehouden op 16 oktober 2011 op het Korean International Circuit. Het was de zestiende race uit het kampioenschap.
Dit was de 700e Formule 1 Grand Prix van het team van McLaren. Ook Ferrari-coureur Felipe Massa vierde een jubileum: dit was zijn 150e Grand Prix.
Na de wereldtitel van Red Bull Racing-coureur Sebastian Vettel in de vorige race behaalde het team zelf in deze race het constructeurskampioenschap.

## Wedstrijdverloop

### Kwalificatie
Lewis Hamilton behaalde zijn eerste poleposition van het seizoen. Dit was ook de eerste van het seizoen voor zijn team McLaren en tevens de eerste die niet naar Red Bull Racing ging. Hun coureur Sebastian Vettel startte ditmaal als tweede, terwijl Hamiltons teamgenoot Jenson Button de race als derde mocht aanvangen. Even bestond er twijfel of Vettel zijn tweede plek mocht behouden, omdat hij in zijn inlap een bocht had afgesneden. Uiteindelijk mocht hij die plek behouden, omdat werd vastgesteld dat hij hier geen voordeel uit had gehaald. Daniel Ricciardo van HRT reed niet in de kwalificatie door een probleem met de waterdruk en viel hierdoor buiten de 107%-regel. Hij mocht echter wel starten.

### Race
Sebastian Vettel won de race, nadat hij in de eerste ronde Lewis Hamilton, die als tweede eindigde, had ingehaald. Vettels teamgenoot Mark Webber werd derde en stelde hiermee de constructeurstitel voor Red Bull veilig. Renault-coureur Vitali Petrov zorgde voor de enige safety carperiode in de race, nadat hij op de achterkant van de Mercedes van Michael Schumacher was geklapt. Petrov kreeg hiervoor vijf plaatsen straf op de startgrid voor de volgende race. Jenson Button eindigde de race op een vierde positie, met achter zich het Ferrari-duo Fernando Alonso en Felipe Massa. Jaime Alguersuari van Toro Rosso behaalde een zevende plaats en evenaarde hiermee zijn beste resultaat ooit. Zijn teamgenoot Sébastien Buemi eindigde de race als negende. Alguersuari pakte deze zevende plaats in de laatste ronde af van Mercedes-coureur Nico Rosberg, die als achtste eindigde. Paul di Resta van Force India haalde het laatste punt binnen met een tiende plaats.

## Kwalificatie
| Pos                 | No | Coureur            | Constructeur         | Q1        | Q2       | Q3        | Grid |
| ------------------- | -- | ------------------ | -------------------- | --------- | -------- | --------- | ---- |
| 1                   | 3  | Lewis Hamilton     | McLaren-Mercedes     | 1:37.525  | 1:36.526 | 1:35.820  | 1    |
| 2                   | 1  | Sebastian Vettel   | Red Bull-Renault     | 1:39.093  | 1:37.285 | 1:36.042  | 2    |
| 3                   | 4  | Jenson Button      | McLaren-Mercedes     | 1:37.929  | 1:37.302 | 1:36.126  | 3    |
| 4                   | 2  | Mark Webber        | Red Bull-Renault     | 1:39.071  | 1:37.292 | 1:36.468  | 4    |
| 5                   | 6  | Felipe Massa       | Ferrari              | 1:38.670  | 1:37.313 | 1:36.831  | 5    |
| 6                   | 5  | Fernando Alonso    | Ferrari              | 1:38.393  | 1:37.352 | 1:36.980  | 6    |
| 7                   | 8  | Nico Rosberg       | Mercedes             | 1:38.426  | 1:37.892 | 1:37.754  | 7    |
| 8                   | 10 | Vitali Petrov      | Renault              | 1:38.378  | 1:38.186 | 1:38.124  | 8    |
| 9                   | 15 | Paul di Resta      | Force India-Mercedes | 1:38.549  | 1:38.254 | geen tijd | 9    |
| 10                  | 14 | Adrian Sutil       | Force India-Mercedes | 1:38.789  | 1:38.219 | geen tijd | 10   |
| 11                  | 19 | Jaime Alguersuari  | Toro Rosso-Ferrari   | 1:39.392  | 1:38.315 |           | 11   |
| 12                  | 7  | Michael Schumacher | Mercedes             | 1:38.502  | 1:38.354 |           | 12   |
| 13                  | 18 | Sébastien Buemi    | Toro Rosso-Ferrari   | 1:39.352  | 1:38.508 |           | 13   |
| 14                  | 16 | Kamui Kobayashi    | Sauber-Ferrari       | 1:39.464  | 1:38.775 |           | 14   |
| 15                  | 9  | Bruno Senna        | Renault              | 1:39.316  | 1:38.791 |           | 15   |
| 16                  | 12 | Pastor Maldonado   | Williams-Cosworth    | 1:39.436  | 1:39.189 |           | 16   |
| 17                  | 17 | Sergio Pérez       | Sauber-Ferrari       | 1:39.097  | 1:39.443 |           | 17   |
| 18                  | 11 | Rubens Barrichello | Williams-Cosworth    | 1:39.538  |          |           | 18   |
| 19                  | 20 | Heikki Kovalainen  | Lotus–Renault        | 1:40.522  |          |           | 19   |
| 20                  | 21 | Jarno Trulli       | Lotus–Renault        | 1:41.101  |          |           | 20   |
| 21                  | 24 | Timo Glock         | Virgin–Cosworth      | 1:42.091  |          |           | 21   |
| 22                  | 25 | Jérôme d'Ambrosio  | Virgin–Cosworth      | 1:43.483  |          |           | 22   |
| 23                  | 23 | Vitantonio Liuzzi  | HRT–Cosworth         | 1:43.758  |          |           | 23   |
| 107% tijd: 1:44.351 |    |                    |                      |           |          |           |      |
| 24                  | 22 | Daniel Ricciardo   | HRT–Cosworth         | geen tijd |          |           | 24   |

## Race
| Pos | No | Coureur            | Constructeur         | Rondes | Tijd/Oorzaak uitval | Grid | Punten |
| --- | -- | ------------------ | -------------------- | ------ | ------------------- | ---- | ------ |
| 1   | 1  | Sebastian Vettel   | Red Bull-Renault     | 55     | 1:38:01.994         | 2    | 25     |
| 2   | 3  | Lewis Hamilton     | McLaren-Mercedes     | 55     | +12.019             | 1    | 18     |
| 3   | 2  | Mark Webber        | Red Bull-Renault     | 55     | +12.477             | 4    | 15     |
| 4   | 4  | Jenson Button      | McLaren-Mercedes     | 55     | +14.694             | 3    | 12     |
| 5   | 5  | Fernando Alonso    | Ferrari              | 55     | +15.689             | 6    | 10     |
| 6   | 6  | Felipe Massa       | Ferrari              | 55     | +25.133             | 5    | 8      |
| 7   | 19 | Jaime Alguersuari  | Toro Rosso-Ferrari   | 55     | +49.538             | 11   | 6      |
| 8   | 8  | Nico Rosberg       | Mercedes             | 55     | +54.053             | 7    | 4      |
| 9   | 18 | Sébastien Buemi    | Toro Rosso-Ferrari   | 55     | +1:02.762           | 13   | 2      |
| 10  | 15 | Paul di Resta      | Force India-Mercedes | 55     | +1:03.602           | 9    | 1      |
| 11  | 14 | Adrian Sutil       | Force India-Mercedes | 55     | +1:11.229           | 10   |        |
| 12  | 11 | Rubens Barrichello | Williams-Cosworth    | 55     | +1:33.068           | 18   |        |
| 13  | 9  | Bruno Senna        | Renault              | 54     | +1 ronde            | 15   |        |
| 14  | 20 | Heikki Kovalainen  | Lotus-Renault        | 54     | +1 ronde            | 19   |        |
| 15  | 16 | Kamui Kobayashi    | Sauber-Ferrari       | 54     | +1 ronde            | 14   |        |
| 16  | 17 | Sergio Pérez       | Sauber-Ferrari       | 54     | +1 ronde            | 17   |        |
| 17  | 21 | Jarno Trulli       | Lotus-Renault        | 54     | +1 ronde            | 20   |        |
| 18  | 24 | Timo Glock         | Virgin-Cosworth      | 54     | +1 ronde            | 21   |        |
| 19  | 22 | Daniel Ricciardo   | HRT-Cosworth         | 54     | +1 ronde            | 24   |        |
| 20  | 25 | Jérôme d'Ambrosio  | Virgin-Cosworth      | 54     | +1 ronde            | 22   |        |
| 21  | 23 | Vitantonio Liuzzi  | HRT-Cosworth         | 52     | +3 ronden           | 23   |        |
| DNF | 12 | Pastor Maldonado   | Williams-Cosworth    | 30     | Koppeling           | 16   |        |
| DNF | 10 | Vitali Petrov      | Renault              | 16     | Schade ongeluk      | 8    |        |
| DNF | 7  | Michael Schumacher | Mercedes             | 15     | Schade ongeluk      | 12   |        |

2010 · 2011 · 2012 · 2013